# Entitat local menor
Una entitat local menor (tradicionalment anomenada pedania), és una forma d'administració local espanyola que, segons l'Estatut Municipal del 1924, es definia com aquell "agregat, parròquia, llogaret, caseria o vilatge que, essent dins d'un municipi i constituint un nucli separat d'edificacions, formen un conjunt de persones i béns amb interessos col·lectius diferenciables dels generals del municipi". Es regeixen per les diverses lleis reguladores de les comunitats autònomes i per la Llei Reguladora de les Bases de Règim Local (Llei 7/1985, de 2 d'abril):
- L'entitat havia de tenir un òrgan unipersonal executiu d'elecció directa (l'alcalde pedani).

- Així mateix hauria de disposar d'un òrgan col·legiat de control, el nombre de membres del qual no podia ser inferior a dos ni superior al terç del nombre de regidors que formin el respectiu ajuntament. La designació dels membres de l'òrgan col·legiat de l'entitat local menor es feia segons els resultats de les eleccions per a l'ajuntament en la secció o seccions constitutives de la circumscripció per a l'elecció de l'òrgan unipersonal. Tanmateix, es podia establir el règim de consell obert.

- Els acords sobre disposició de béns, operacions de crèdit i expropiació forçosa havien de ser ratificats per l'ajuntament.

En l'actualitat, aquesta figura administrativa ha estat substituïda del 1987 ençà a Catalunya per una nova figura: l'entitat municipal descentralitzada. Aquestes entitats de descentralització municipal es governen per una junta de veïns, al capdavant de la qual hi ha el president de l'entitat local menor. Es poden constituir a demanda del nucli de població que aspira a convertir-se en entitat local menor o a petició del mateix ajuntament, o bé per acord de govern de la comunitat autònoma, segons els casos.
Habitualment, les entitats locals menors descentralitzades corresponen a antics municipis que d'aquesta manera recuperen una part de l'autonomia perduda, o a nuclis de població de prou entitat o amb un grup de veïns prou dinàmic dins de municipis extensos amb diverses localitats a l'interior.
En altres comunitats autònomes tenen denominacions específiques, com ara entitat local autònoma a Andalusia, junta veïnal a Cantàbria o parròquia rural a Astúries.

## Competències
Les entitats locals menors tenen competències genèriques sobre:
- La gestió i l'aprofitament del seu patrimoni.
- Prestació de serveis bàsics i elementals que afectin directament i exclusivament el nucli de població diferenciat que li serveixi de base. Com a tals s'entenen: obres en carrers i camins rurals, policia urbana i rural, activitats a la via pública, enllumenat públic, aigua potable, clavegueram i tractament adequat d'aigües residuals, neteja viària, recollida d'escombraries, activitats culturals i socials.
- Atorgament de llicències d'obres, quan el municipi tingui un pla aprovat.

En les normatives d'algunes comunitats autònomes s'opta per una relació més detallada de les competències d'aquestes entitats (vegeu, per exemple, el cas català).

## Les pedanies
La divisió en pedanies és característica, per exemple, de la regió de Múrcia, amb diversos municipis que freguen o fins i tot superen 1.000 km² d'extensió. També són comunes a la província de Lleó, on la gran major part dels pobles són pedanies i on superen la quantitat de 1.300. A partir d'aquesta realitat viva, el dret administratiu local espanyol des del segle xix imposà aquest terme i aquesta estructura al conjunt de l'Estat.
A Hispanoamèrica, per exemple, a la província argentina de Córdoba, les pedanies són les subdivisions dels departaments.

## Entitats locals menors delsPaïsos Catalans

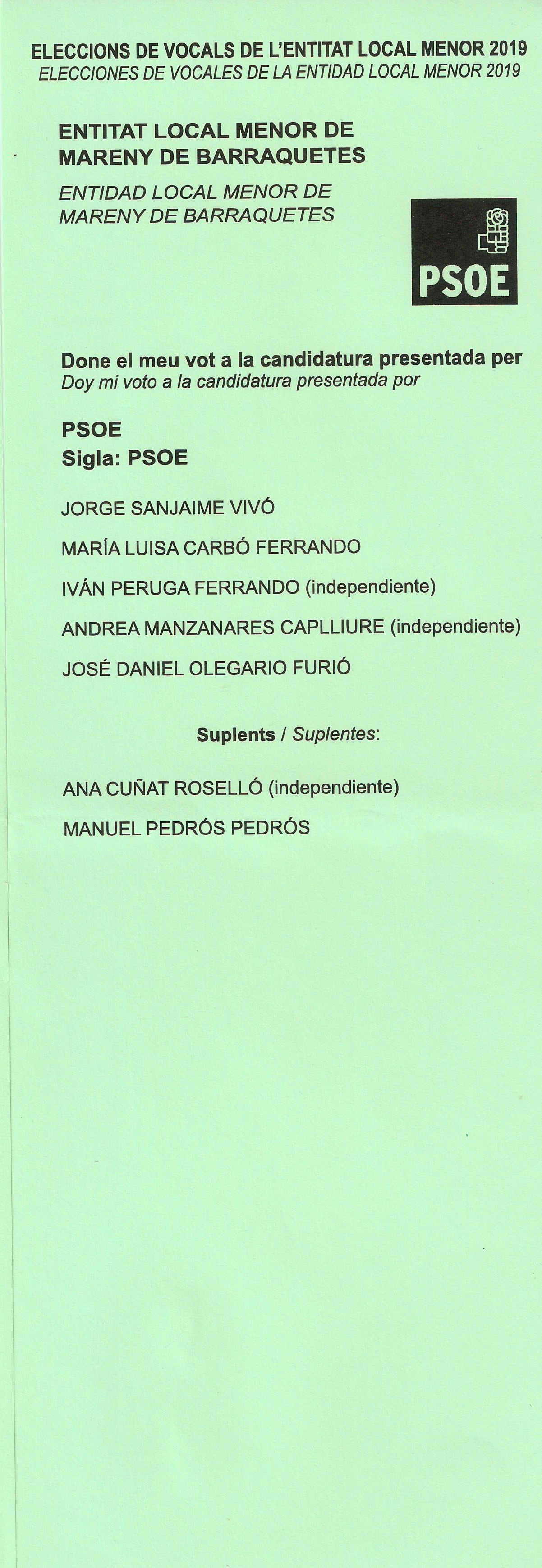
Papereta electoral per a les eleccions de vocals de Mareny de Barraquetes, 2019.

Llista completa de les 7 entitats locals menors del País Valencià i de l'única existent a les Illes Balears. Al costat del nom de l'entitat s'especifica el municipi al qual pertany i la comarca (l'illa, en el cas balear). Pel que fa a Catalunya, on són anomenades entitats municipals descentralitzades, vegeu-ne la llista completa aquí.
Illes Balears
- Palmanyola (Bunyola, Mallorca)

País Valencià
- la Barraca d'Aigües Vives (Alzira, Ribera Alta)
- el Bellestar (la Pobla de Benifassà, Baix Maestrat)
- Jesús Pobre (Dénia, Marina Alta)
- la Llosa de Camatxo (Alcalalí, Marina Alta)
- el Mareny de Barraquetes (Sueca, Ribera Baixa)
- el Perelló (Sueca, Ribera Baixa)
- la Xara (Dénia, Marina Alta)